# Etnocentryzm
Etnocentryzm – postawa ujawniająca się przy zetknięciu z innymi kulturami, polegająca na uznawaniu własnego narodu lub grupy etnicznej za szczególnie wartościową oraz na wywyższaniu własnej kultury, którą traktuje się jako miernik w ocenianiu innych grup, co prowadzi często do postaw niechęci, a nawet wrogości.
Jest przeciwieństwem relatywizmu kulturowego, również w odniesieniu do oceny kultury „masowej” i „elitarnej”. Jako przeciwieństwo etnocentryzmu traktuje się też fascynację „egzotycznymi” kulturami, co dawniej nierzadko występowało u antropologów.
Częstym przejawem etnocentryzmu jest wyrażanie zdziwienia wobec zwyczajów w innych kulturach i uznawanie ich, w przeciwieństwie do własnych zwyczajów, jako nienaturalnych. Na jego występowanie może mieć wpływ stopień homogeniczności kultury, a z kolei on sam jest jedną z cech osobowości autorytarnej. Postawa etnocentryzmu występuje nie tylko w nowoczesnych społeczeństwach. Jest charakterystyczna obok ksenofobii dla sposobu myślenia ludzi w izolowanych społecznościach pierwotnych.
Grecy i Rzymianie ludy spoza własnej cywilizacji nazywali „barbarzyńcami”, a później Europejczycy w trakcie epoki odkryć geograficznych podejmowali działania na rzecz cywilizowania „dzikich”, niszcząc ich kultury.
Inne przykłady to ludy określające mianem „ludzi” tylko siebie samych, np. Kiowa, Lapończycy, Romowie czy Tunguzi. Żydzi dzielą całą ludzkość na potomków Abrahama i gojów, jaskrawym przykładem etnocentryzmu są Chiny, czyli dla Chińczyków „Państwo Środka” (por. sinocentryzm). Wiele religii afrykańskich jest etnocentrycznych, obcym często odmawiając człowieczeństwa i pełni praw.
W ZSRR powstaniu etnocentryzmu sprzyjało wprowadzenie w 1932 r. do dowodów osobistych obywateli informacji o narodowości.